# Хэда (Сидзуока)

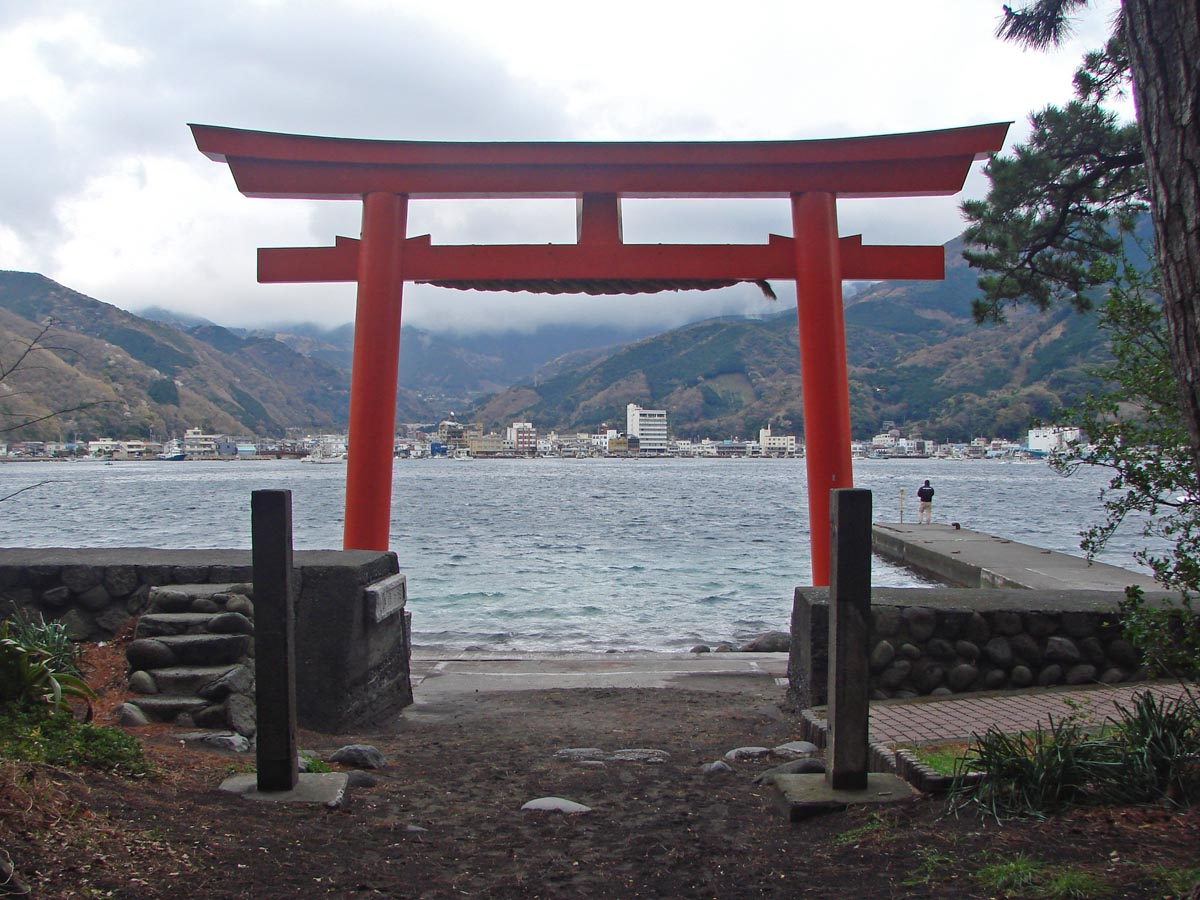
Вид на Хэда через Тории синтоистского храма Сёкути-дзиндзя.

Хэда (яп. 戸田村, Хэда-мура) — деревня на полуострове Идзу, входящая в состав города Нумадзу, префектура Сидзуока, Япония. Расположена на берегу залива Суруга вокруг глубокой бухты. Население 3 681 чел. (2005 г.), площадь 34,92 км².

## История
22 декабря 1854 году фрегат «Диана», главный корабль экспедиции вице-адмирала Путятина, получил серьёзные повреждения в результате цунами в порту Симода и нуждался в срочном ремонте. Поскольку в Симоде не было удобной бухты, для ремонта была выбрана глубокая бухта в деревне Хэда. Фрегат затонул по пути к месту ремонта, и Путятиным было принято решение построить в Хэде верфь. 14 апреля 1855 года на верфи была спущена на воду первая в Японии шхуна европейского образца, получившая название в честь деревни — «Хэда», на которой Путятин после заключения договора о дружбе с Японией вместе с частью экспедиции смог отплыть в Россию. На этой верфи японцами по образцу «Хэды» было построено еще одиннадцать кораблей этого же образца («Кимидзавагата» и др.).
4 апреля 1896 года деревня вошла в состав уезда Тагата префектуры Сидзуока. С 1 апреля 2005 года — в составе города Нумадзу.

## Достопримечательности
- В Хэда на месте построенной русскими верфи находится музей мореплавания и кораблестроения, два зала которого посвящены истории экспедиции Путятина.
- Храм Хосэндзи (宝仙寺), в котором останавливался Путятин. Могилы русских матросов Бакеева и Поточкина.
- Храм Дайкё: дзи (大行寺), посвящённый русско-японским переговорам.
- Синтоисткий храм Сёкути-дзиндзя (諸口神社).
- Также город знаменит видом на гору Фудзи, онсенами и промыслом крабов, достигающими в длину 4 метров.

## Транспорт
- С ближайшей станцией железной дороги (Сюдзэндзи на линии Идзу-Хаконэ) и соседними посёлками деревня связана автобусом.
- Между портом Нумадзу и Хэда регулярно курсируют прогулочные катера.